# Stormwatch
Stormwatch — дванадцятий студійний альбом англійської групи Jethro Tull, який був випущений 14 вересня 1979 року.

## Композиції
1. North Sea Oil — 3:12
2. Orion — 3:58
3. Home — 2:46
4. Dark Ages — 9:13
5. Warm Sporran — 3:33
6. Something's on the Move — 4:27
7. Old Ghosts — 4:23
8. Dun Ringill — 2:41
9. Flying Dutchman — 7:46
10. Elegy — 3:38

## Учасники запису
- Мартін Барр — гітара
- Ян Андерсон — флейта, фортепіано, вокал
- Баррімор Барлоу — барабани
- Джон Гласкок — бас-гітара
- Джон Еван — клавіші